# Spathoglottis parviflora
Spathoglottis parviflora är en orkidéart som beskrevs av Friedrich Fritz Wilhelm Ludwig Kraenzlin. Spathoglottis parviflora ingår i släktet Spathoglottis och familjen orkidéer. Inga underarter finns listade i Catalogue of Life.